# Her Dad the Constable
Her Dad the Constable er en amerikansk stumfilm fra 1911 af R. F. Baker.

## Medvirkende
- Francis X. Bushman som Tom Thornton.
- Harry Cashman som Constable Perkins.
- Dorothy Phillips som Mary Perkins.